# Razor Reel Flanders Film Festival
Het Razor Reel Flanders Film Festival (RRFFF) is een jaarlijks terugkerend filmfestival in Brugge.

## Geschiedenis
Het Razor Reel Flanders Film Festival werd voor het eerst georganiseerd onder de naam Razor Reel Fantastic Film Festival in 2008 te Brugge. Sedertdien vindt het filmfestival jaarlijks plaats eind oktober of begin november. Vanaf 2014 ging het verder onder de naam Razor Reel Flanders Film Festival. Het festival is enig in zijn soort in Vlaanderen en heeft een (Franstalige) tegenhanger, het Brussels International Festival of Fantastic Film (BIFFF).
Op het festival komen vooral de minder commerciële genres aan bod, die weinig kans maken om in de bioscoopzalen vertoond te worden. Via de European Fantastic Film Festivals Federation (EFFFF) werkt het RRFFF intensief samen met een groot aantal andere Europese filmfestivals in dit genre.
Het evenement ging bijna altijd door in de Cinema Liberty, maar die zaal sloot in 2017 zijn deuren, waardoor de 10de editie van het festival moest uitwijken naar het Sint-Lodewijkscollege in Brugge. Vanaf de 10de editie verschuift ook de datum terug naar de herfstvakantie. Op de nieuwe locatie is er plaats voor een kleine 400 bezoekers in de grote zaal en is er ook terug ruimte gemaakt voor een Discovery Room, waar een 40-tal zitjes staan en waar workshops plaatsvinden en kortfilms, retro's of kleine pareltjes vertoond worden.
Het RRFFF werkt mee aan de Zilveren Méliès (Méliès d’Argent) voor kortfilms en deYoung Blood Award voor de beste debuterende filmmaker. In 2021 won de door RRFFF geselecteerde kortfilm "Last Dance" de Méliès d'Or in Sitges.